# Current 93
Current 93是一个英国实验音乐团体，从20世纪80年代早期起开始创作民谣类型的作品。乐队由David Tibet（原名David Michael Bunting）创建于1982年。